# Gian Domenico Partenio
Gian Domenico Partenio (anche: Giovanni Partenico) (Spilimbergo, 1633 – Venezia, 18 febbraio 1701) è stato un compositore, cantante e presbitero italiano.

## Biografia
Iniziò la sua attività musicale nella cappella della Basilica di San Marco di Venezia nel febbraio del 1666, quando vi entrò come tenore con un compenso di 80 ducati. Dal gennaio del 1674 il suo stipendio fu elevato a 100 ducati, nel luglio 1685 diventò vice-maestro di cappella di San Marco, succedendo a Giovanni Legrenzi e nel maggio del 1692 diventò maestro titolare, prendendo così il posto di Giambattista Volpe che era morto verso la fine dell'anno precedente. Parallelamente alla sua attività presso la Basilica veneziana, prestò servizio come maestro di coro all'Ospedale dei Mendicanti dal 1685 al 1689 e probabilmente per un certo periodo fu operativo anche presso l'Ospedale degli Incurabili.
Fu inoltre compositore d'opera, anche se sporadicamente attivo. Debuttò nel 1669 con il dramma Genserico su libretto del conte Nicolò Beregan e successivamente compose altre quattro opere. Come sacerdote servì la chiesa parrocchiale di San Martino, la quale era la sede principale del Sovvegno di Santa Cecilia, un'associazione di 100 musicisti e insegnanti di musica. Egli stesso fu il principale fondatore di questo circolo, il quale in quel periodo fu guidato da Legrenzi e Volpe.
Nella sua epoca era molto lodato sia come maestro di coro che come compositore di musica sacra, la quale in parte sopravvive ancora oggi. Anche se egli era un maestro carico di energia, la sua salita al vertice della Cappella Marciana corrispose all'inizio del deterioramento della qualità musicale della cappella stessa.

## Composizioni

### Opere
- Genserico, libretto di Nicolò Beregan, Venezia, Teatro Santi Giovanni e Paolo, 1669 (con musiche di Antonio Cesti)
- Iphide greca, libretto di Nicola Minato, Venezia, I Saloni, primavera 1671 (solo il primo atto; secondo atto di Domenico Freschi, terzo atto di Gaspare Sartorio) (libretto)
- La costanza trionfante, libretto di Cristoforo Ivanovich, Venezia, Teatro San Moisè, 1673 (libretto)
- Dionisio, overo La virtù trionfante del vitio, libretto di Matteo Noris, Venezia, Teatro santi Giovanni e Paolo, 3 gennaio 1681 (le musiche del primo atto sono di Petronio Franceschini)
- Flavio Cuniberto, libretto di Matteo Noris, Venezia, Chiesa di San Giovanni Grisostomo, 29 novembre 1681 (revisionata nel 1687)

### Altro
- Missa pro defunctis a quattro voci
- Jesum Nazarenum, mottetto a tre voci
- Confitebor tibi, mottetto a due voci
- Il fervido meriggio, cantata